# Електронний документ
Електро́нний докуме́нт — документ, інформація в якому зафіксована у вигляді електронних даних, включаючи обов'язкові реквізити документа. Електронний документ може бути створений, переданий, збережений і перетворений електронними засобами у візуальну форму. Візуальною формою подання електронного документа є відображення даних, які він містить, електронними засобами або на папері у формі, придатній для приймання його змісту людиною.

## Властивості електронного документа
Електронний документ характеризується змістом, контекстом та структурою.
Зміст електронного документа — це текстові та графічні частини, що складають документ.
Контекст електронного документа — інформація про зв'язки задокументованої інформації з фізичними або юридичними особами та іншими документами.
Структура електронного документа: внутрішня структура — це структура змістовної частини документа; зовнішня структура — це структура середовища, в якому існує електронний документ (носій інформації, формат файла тощо).
Електронний документ визначається своїми метаданими. Метадані — це дані, що пов'язані та стосуються електронного документа, містять інформацію про його соціальну визначеність та розуміння змісту, контексту, структури. Метадані електронного документа мають елементи юридичних, ділових, організаційних, процедурних доказів цілісності електронного документа та його автентичності для авторів, користувачів та дослідників. Метадані є обов'язковим елементом процесу зберігання електронного документа.

## Електронний підпис
Електронний підпис є обов'язковим реквізитом електронного документа, який використовується для ідентифікації автора та/або підписувача електронного документа іншими суб'єктами електронного документообігу. Накладанням електронного підпису завершується утворення електронного документа.
Оригіналом електронного документа вважається електронний примірник документа з обов'язковими реквізитами, у тому числі з електронним цифровим підписом автора. У разі надсилання електронного документа кільком адресатам або його зберігання на кількох електронних носіях інформації кожний з електронних примірників вважається оригіналом електронного документа. Якщо автором створюються ідентичні за документарною інформацією та реквізитами електронний документ та документ на папері, кожен з документів є оригіналом і має однакову юридичну силу.

## Правовий статус електронного документа та його копії
Юридична сила електронного документа не може бути заперечена виключно через те, що він має електронну форму. Допустимість електронного документа як доказу не може заперечуватися виключно на підставі того, що він має електронну форму.
Електронний документ не може бути застосовано як оригінал:
1. свідоцтва про право на спадщину;
2. документа, який відповідно до законодавства може бути створений лише в одному оригінальному примірнику, крім випадків існування централізованого сховища оригіналів електронних документів;
3. в інших випадках, передбачених законом.

В Україні використання електронних документів та цифрових підписів регулюється на підставі Закону України «Про електронні документи та електронний документообіг» та Закону України «Про електронний цифровий підпис»

### Чинність електронного підпису
Електронний підпис — електронні дані, які додаються підписувачем до інших електронних даних або логічно з ними пов'язуються і використовуються ним як підпис. Електронний підпис використовується для ідентифікації підписувача.
Електронна взаємодія фізичних та юридичних осіб, яка потребує відправлення, отримання, використання та постійного зберігання за участю третіх осіб електронних даних, аналоги яких на паперових носіях повинні містити власноручний підпис відповідно до законодавства повинна здійснюватися з використанням кваліфікованого електронного підпису.
У всіх інших випадках учасники електронної взаємодії можуть використовувати удосконалений електронний підпис, інші види електронного підпису (наприклад відскановане зображення власноручного підпису), або не використовувати електронний підпис взагалі.

#### Політика перевірки електронного цифрового підпису
Для того, щоб стверджувати, що на момент підписання електронний документ мав юридичну силу, необхідно перевірити наступне:
- електронний підпис, накладений на електронний документ, перевіряється згідно з криптографічним алгоритмом;
- сертифікат відкритого ключа, який використовується для перевірки електронного підпису, випущено кваліфікованим постачальником електронних довірчих послуг;
- сертифікат відкритого ключа, який використовується для перевірки електронного підпису, був чинним на момент накладення електронного підпису (момент підписання встановлюється за електронною позначкою часу);
- постачальник електронних довірчих послуг належав до кваліфікованих постачальників електронних довірчих послуг на момент накладення електронного підпису (момент підписання встановлюється за електронною позначкою часу).

### Архівне зберігання електронних документів
У зв'язку з тим, що строк чинності сертифіката відкритого ключа підписувача обмежений 1 або 2 роками в залежності від регламенту Центру сертифікації ключів (надавача електронної довірчої послуги), а деякі електронні документи потребують тривалого архівного зберігання, використовують спеціальні політики архівного зберігання електронних документів з підтвердженням їх чинності на момент підписання.
Для того, щоб забезпечити можливість перевірки чинності електронного документа протягом 3-5 років з моменту створення використовують ЕЦП з повним набором даних перевірки (CAdES-X Long відповідно до ДСТУ ETSI TS 101 733:2009), що включає в себе:
- дані підпису;
- сертифікат відкритого ключа підписувача;
- електронну позначку часу;
- дані підтвердження чинності — список відкликаних сертифікатів або відповідь за протоколом OCSP на момент накладання електронного підпису;
- ланцюжки сертифікатів для перевірки сертифіката відкритого ключа підписувача, електронної позначки часу та даних підтвердження чинності.

Для того, щоб забезпечити можливість перевірки чинності електронного документа після завершення строку чинності сертифікатів, використовуються контрольні записи, які засвідчують чинність електронного документа, що створюються перед завершенням чинності електронного документа або попереднього контрольного запису.
Окремим питанням є політика зміни криптографічних алгоритмів.